# Philadelphia Union 2017
Questa voce raccoglie le informazioni riguardanti il Philadelphia Union nelle competizioni ufficiali della stagione 2017.

## Stagione
Nel corso della stagione gli Union hanno vissuto molti alti e bassi non riuscendo a trovare una regolarità in termini di vittorie. Nella seconda parte di stagione la squadra perde terreno dalle zone alte della classifica e finisce la stagione al sedicesimo posto. In coppa nazionale si fermano ai sedicesimi di finale, eliminati ai rigori dal N.Y. Red Bulls.

## Maglie e sponsor
Lo sponsor tecnico è Adidas e il main sponsor Grupo Bimbo.
| Casa | Trasferta |

## Organico
Aggiornata al 20 aprile.

### Rosa 2017
| N. |                                 | Ruolo | Calciatore        |
| -- | ------------------------------- | ----- | ----------------- |
| 2  | Guyana (bandiera)               | D     | Warren Creavalle  |
| 3  | Inghilterra (bandiera)          | D     | Jack Elliott      |
| 4  | Stati Uniti (bandiera)          | D     | Ken Tribbett      |
| 5  | Stati Uniti (bandiera)          | D     | Oguchi Onyewu     |
| 6  | Bosnia ed Erzegovina (bandiera) | C     | Haris Medunjanin  |
| 7  | Stati Uniti (bandiera)          | C     | Brian Carroll     |
| 8  | Stati Uniti (bandiera)          | C     | Maurice Edu       |
| 9  | Stati Uniti (bandiera)          | A     | Charlie Davies    |
| 10 | Paesi Bassi (bandiera)          | C     | Roland Alberg     |
| 11 | Stati Uniti (bandiera)          | C     | Alejandro Bedoya  |
| 12 | Stati Uniti (bandiera)          | D     | Keegan Rosenberry |
| 13 | Stati Uniti (bandiera)          | A     | Chris Pontius     |
| 14 | Germania (bandiera)             | C     | Fabian Herbers    |
| 15 | Ghana (bandiera)                | D     | Joshua Yaro       |
| 16 | Stati Uniti (bandiera)          | D     | Richie Marquez    |

| N. |                        | Ruolo | Calciatore        |
| -- | ---------------------- | ----- | ----------------- |
| 17 | Stati Uniti (bandiera) | C     | C.J. Sapong       |
| 18 | Giamaica (bandiera)    | P     | Andre Blake       |
| 19 | Inghilterra (bandiera) | C     | Aaron Jones       |
| 20 | Stati Uniti (bandiera) | C     | Marcus Epps       |
| 21 | Stati Uniti (bandiera) | C     | Derrick Jones     |
| 22 | Stati Uniti (bandiera) | C     | Fabrice Picault   |
| 23 | Stati Uniti (bandiera) | P     | John McCarthy     |
| 24 | Afghanistan (bandiera) | C     | Adam Najem        |
| 25 | Brasile (bandiera)     | C     | Ilsinho           |
| 26 | Stati Uniti (bandiera) | D     | Auston Trusty     |
| 27 | Inghilterra (bandiera) | A     | Jay Simpson       |
| 28 | Stati Uniti (bandiera) | D     | Ray Gaddis        |
| 30 | Camerun (bandiera)     | C     | Eric Ayuk         |
| 32 | Paesi Bassi (bandiera) | C     | Giliano Wijnaldum |
| 33 | Brasile (bandiera)     | D     | Fabinho           |